# Hainersdorf (Sebnitz)
Hainersdorf je vesnice, místní část velkého okresního města Sebnitz v německé spolkové zemi Sasko. Nachází se v zemském okrese Saské Švýcarsko-Východní Krušné hory a má 313 obyvatel.

## Historie
Hainersdorf byl založen jako lesní lánová ves. První zmínka o vesnici Heynnerstorff by der Sebenicz pochází z roku 1433. V roce 1920 byla část vsi zvaná Hofhainersdorf přičleněna k městu Sebnitz, v roce 1950 pak i druhá část Amtshainersdorf.

## Geografie
Hainersdorf leží v údolí říčky Sebnice v oblasti Saského Švýcarska. Prochází jím státní silnice 165 směřující ze Sebnitz do Hohnsteinu a také železniční trať Budyšín – Bad Schandau se zastávkou Amtshainersdorf. Na území Hainersdorfu se nachází čtyři železniční mosty a dva železniční tunely. Podél řeky se rozkládá evropsky významná lokalita Lachsbach- und Sebnitztal.